# 北諾布斯鎮區 (北卡羅萊納州亞德金縣)
北諾布斯鎮區（英語：North Knobs Township）是位於美國北卡羅萊納州亞德金縣的一個鎮區。

## 地方資料
北諾布斯鎮區的面積為59.30平方千米，當中陸地面積為58.79平方千米，而水域面積為0.51平方千米。根據2020年美國人口普查的數據，當地共有人口4397人，而人口密度為每平方千米74.15人。